# Antoni Szandlerowski
Antoni Szandlerowski (ur. 13 stycznia 1878 na Mazowszu, zm. 8 stycznia 1911 w Grochowie koło Kutna) – polski  poeta, dramatopisarz, teolog, ksiądz katolicki.
Ukończył teologię w Rzymie, następnie przyjął święcenia kapłańskie. Posługę duszpasterską jako wikariusz sprawował w prowincjonalnych miejscowościach ziemi łódzkiej i Mazowsza.
Uprawiał twórczość poetycką i dramatyczną, której głównym motywem był namiętny i jednocześnie wysublimowany i uduchowiony erotyzm połączony z mistycyzmem. Ponieważ nie zgadzał się ze swoimi zwierzchnikami, napisał w 1906 utwór pt. Elenchus cleri – paszkwil skierowany przeciwko hierarchii kościelnej. Nakład utworu został wykupiony przez władze kościelne.

## Wybrane publikacje
- Elenchus cleri (1906)
- Maria z Magdali (1906)
- Triumf (1906)
- Raj (1911)
- Confiteor (1912)